# Knjižnica "Andrija Štampar"
Knjižnica Andrija Štampar je visokoškolska, a prema sadržaju svoje zbirke specijalna knjižnica, te čini dio knjižničnog sustava Medicinskog fakulteta Sveučilišta u Zagrebu. Knjižnica "Andrija Štampar" je osnovana 1927. godine u Zagrebu.

## Povijest Knjižnice "Andrija Štampar"
Knjižnica "Andrija Štampar" Škola narodnog zdravlja "Andrija Štampar" Medicinski fakultet Sveučilišta u Zagrebu osnovana je 1927. godine i jedna je od najstarijih javnozdravstvenih knjižnica u ovom dijelu svijeta. Iste je godine osnovana i Škola narodnog zdravlja zajedno s Zavodom za javno zdravstvo koji su u to vrijeme predstavljali jednu ustanovu. Knjižnica Škole je nastala spajanjem knjižnice nekadašnjeg Zemaljskog bakteriološkog zavoda dr. Gutschya, kasnije nazvanog Epidemiološki zavod i knjižnice Rasuhinovog zavoda za socijalnu medicinu.
Sve ove promjene utjecale su na fond Knjižnica "Andrija Štampar".
U Knjižnici se mogu pronaći vrlo stare i rijetke knjige. Zahvaljujući profesoru A. Štamparu i njegovim poznanstvima po svijetu, posebno vezi sa Svjetskom zdravstvenom organizacijom i Rockefellerovom zakladom, kompletiran je fond časopisa iz vremena Drugog svjetskog rata kada je Knjižnica bila zatvorena. Na taj je način ova Knjižnica postala doista jedinstvena ne samo u Hrvatskoj nego i u Europi.
U međuvremenu Knjižnica je proširila područja svojeg interesa. Osim javnog zdravstva, svoje mjesto našla su i druga biomedicinska područja, npr. socijalna medicina, epidemiologija, istraživanje zdravstvene zaštite, mikrobiologija, imunologija, virologija, parazitologija, mikologija, ekologija, ispitivanje vode, medicina rada, medicinska statistika, medicinska informatika, obiteljska medicina, gerontologija, menadžment u medicini. Knjižnica "Andrija Štampar" Škola narodnog zdravlja "Andrija Štampar" Medicinski fakultet Sveučilišta u Zagrebu je od 2007. godine uključena u integrirani knjižnični sustav zajedno s ostalim visokoškolskim i znanstvenim knjižnicama u Hrvatskoj.

## Fond
Knjižnica posjeduje oko 60.000 svezaka knjiga i časopisa. te prima oko 150 tekućih naslova časopisa. Knjižnica je prema namjeni otvorenog tipa i svojim fondom pokriva znanstvena i stručna područja u kojima matična ustanova poučava, istražuje i stručno djeluje. 
Knjižnica ima pristup elektroničkim bazama koje omogućavaju pretraživanje časopisa u cjelovitom obliku, koji sve više zamjenjuje tiskanu formu časopisa. Korisnici Knjižnice mogu se koristiti najnovijom kompjutorskom opremom, pretraživati baze podataka, provjeriti znanstvenu citiranosti i indeksiranosti, pretraživati bibliografske baze podataka. Knjižnica dio svojih aktivnosti usmjerava na informacijsko opismenjavanje, organizirajući i obavljajući izobrazbu korisnika, kao i pružanje bibliografsko-referalne i kataložne informacije. Korisnici mogu provjeriti posjeduje li Knjižnica određenu građu, knjigu ili časopis, te saznati njihovu signaturu, kao i mogućnosti njihova korištenja i posudbe.

## Suradnja
Od 1997. do 2002. godine Knjižnica "Andrija Štampar" Škola narodnog zdravlja "Andrija Štampar" Medicinski fakultet Sveučilišta u Zagrebu je bila uključena u projekt „Sustav znanstvenih informacija Republike Hrvatske - podsustav Biomedicina - u okviru Ministarstva znanosti i obrazovanja“ (sadašnjeg Ministarstva znanosti, obrazovanja i športa) s ciljem uspostavljanja informacijskog sustava koji bi pružao sve potrebne informacije znanstvenicima.
Početkom 1991. godine Knjižnica je postala Dokumentacijski centar Svjetske zdravstvene organizacije za Hrvatsku, a 1993. godine službeno postaje i njihova depozitarna knjižnica.

## Zbirke
Godine 2012. osnovana je Zbirka "Andrija Štampar" koja sadrži sve monografije s autorskim potpisom prof. Andrije Štampara, svi njegovi članci publicirani u časopisima, zbornicima ili knjigama, sve monografije i članci koje su drugi napisali o njemu, vrijedna izdanja Škole narodnog zdravlja,  te filmove u produkciji Foto-filmski laboratorija Škole narodnog zdravlja.

## Vanjske poveznice
- Službene internetske stranice Knjižnice "Andrija Štampar" Škole narodnog zdravlja "Andrija Štampar" Sveučilišta u Zagrebu  Arhivirana inačica izvorne stranice od 20. svibnja 2015. (Wayback Machine) ( pristupljeno 15. svibnja 2015.)
- Službene internetske stranice Škole narodnog zdravlja "Andrija Štampar" Sveučilišta u Zagrebu  Arhivirana inačica izvorne stranice od 29. travnja 2015. (Wayback Machine) ( pristupljeno 15. svibnja 2015.)